# WarGames
WarGames is een Amerikaanse sciencefictionfilm uit 1983 van John Badham, met in de hoofdrol Matthew Broderick. De film werd genomineerd voor de Oscars voor beste script, beste cinematografie en beste geluid. Hij won daadwerkelijk een BAFTA Award voor beste geluid en een Saturn Award voor beste regisseur.

## Verhaal
David Lightman (Matthew Broderick) is een jongen op de middelbare school in de tijd van de opkomst van de computer voor thuisgebruik. Hij is erg handig met zijn computer, en is dol op computerspelletjes. Door geautomatiseerd vele telefoonnummers te bellen vindt hij die welke contact leggen met een computer. Zo probeert hij in te breken bij softwarebedrijven om zo nieuwe computerspellen te bemachtigen. Zijn schoolresultaten lijden behoorlijk onder deze activiteiten, aan huiswerk komt hij niet meer toe. Dit weet hij echter eenvoudig op te lossen door in te loggen op de schoolcomputer en zijn eigen cijferlijsten aan te passen. Op een gegeven moment krijgt hij contact met een computer waarvan hij denkt dat die van een computerspellenfabrikant is. Hij raadt samen met zijn vriendin Jennifer (Ally Sheedy) het wachtwoord, waardoor ze spellen kunnen spelen. Ze kiezen een spel met de naam 'Global Thermo Nuclear War' (thermonucleaire wereldoorlog). Ze weten niet dat ze contact hebben met de hoofdcomputer van de Amerikaanse organisatie NORAD. De computer is gekoppeld aan een nucleair arsenaal van de VS, en niet van een spellenfabrikant. Het "spel" is geen spel maar een beslissingsprogramma dat de Amerikaanse tegenaanval stuurt in geval van een nucleaire aanval op de Verenigde Staten. Het programma 'denkt' dat er een echte oorlogsdreiging is en een nucleaire wereldoorlog dreigt. Het hoofdkwartier van de Amerikaanse organisatie NORAD komt hierdoor uiteindelijk in de hoogste staat van paraatheid ([DEFCON 1 - Defense Condition 1) in het leger). David zoekt samen met Jennifer een manier om de computer te stoppen met het spel en uit handen van de FBI te blijven.
Om de computer van NORAD te kunnen stoppen is de hulp van de programmeur, Dr. Stephen Falken (John Wood) nodig, maar deze leeft een kluizenaarsbestaan op een alleen door hem bewoond eiland. Na de dood van zijn vrouw en zoontje Joshua heeft hij een andere identiteit aangenomen en hij wil niets meer te maken hebben met defensie en de computer bij NORAD. Falken weet ook waartoe de computer in staat is; het is een door hemzelf ontworpen supercomputer die hij naar zijn zoon, Joshua heeft genoemd. Falken leeft in afwachting van het moment dat de nucleaire oorlog zal uitbreken en de hele wereld weggevaagd zal worden.
Uiteindelijk lukt het David om Dr. Falken te overreden mee te gaan naar het hoofdkwartier van NORAD en Joshua te laten stoppen met het spel, door de computer te 'leren' dat er bij een nucleaire aanval geen overwinnaars zullen zijn en dat zo'n aanval alleen maar zal leiden tot vernietiging van de hele aarde. Het enige spel dat Joshua wil spelen is het spelletje boter-kaas-en-eieren (in het Engels bekend als 'Tic-Tac-Toe'). Wanneer beide deelnemers goed spelen zal dit spelletje altijd resulteren in remise, omdat niemand in staat is een drie-op-rij te maken. Zo wordt een aanval met intercontinentale raketten net op tijd voorkomen.

## Rolverdeling
| Acteur              | Personage                         |
| ------------------- | --------------------------------- |
| Matthew Broderick   | David Lightman                    |
| Dabney Coleman      | Dr. John McKittrick               |
| John Wood           | Dr. Stephen Falken                |
| Ally Sheedy         | Jennifer Katherine Mack           |
| Barry Corbin        | General Jack Beringer             |
| Juanin Clay         | Pat Healy                         |
| Kent Williams       | Arthur Cabot                      |
| Dennis Lipscomb     | Lyle Watson                       |
| Joe Dorsey          | Col. Joe Conley                   |
| Irving Metzman      | Paul Richter                      |
| Michael Ensign      | Beringer's hulp                   |
| William Bogert      | Mr. Lightman                      |
| Susan Davis         | Mrs. Lightman                     |
| James Tolkan        | FBI agent Nigan                   |
| David Clover        | Stockman                          |
| Drew Snyder         | Ayers                             |
| John Garber         | Korporaal in ziekenhuis           |
| Duncan Wilmore      | Majoor Lem                        |
| Billy Ray Sharkey   | Radar analist                     |
| John Spencer        | Jerry Lawson                      |
| Michael Madsen      | Steve Phelps                      |
| Erik Stern          | Commandant                        |
| Gary Bisig          | Tweede man                        |
| Gary Sexton         | Technicus                         |
| Jason Bernard       | Captain Knewt                     |
| Frankie Hill        | Luchtmachtman Fields              |
| Jesse D. Goins      | Sergeant                          |
| Alan Blumenfeld     | Mr. Liggett                       |
| Len Lawson          | Mr. Kessler                       |
| Maury Chaykin       | Jim Sting                         |
| Eddie Deezen        | Malvin                            |
| Stephen Lee         | Sergeant Schneider                |
| Lucinda Crosby      | Zuster in ziekenhuis              |
| Stack Pierce        | Luchtmachtman bij NORAD Gatehouse |
| Art LaFleur         | Bewaker                           |
| Brad David Berwick  | Eerste piloot                     |
| Martha Shaw         | Mr. Kessler's secretaresse        |
| Howie Allen         | Jongen in video-arcade            |
| Michael Adams       | Travis                            |
| James Ackerman      | Joshua                            |
| Jim Harriott        | Omroeper                          |
| Tom Lawrence        | Sergeant Sims                     |
| Frances E. Nealy    | Bezoeker                          |
| Charles Akins       | Majoor Ford                       |
| Glenn Standifer     | Majoor Wenstein                   |
| Edward Jahnke       | NORAD officier                    |
| Paul V. Picerni Jr. | Technicus                         |

## Achtergrond
Een van de elementen van het verhaal is dat computers op een gegeven moment de macht en uitvoering zelf in handen nemen en intelligentie kunnen ontwikkelen, om zo zelf een strategie en aanvalsplan te bepalen, maar ook kunnen leren van hun fouten.

## Boek
Naar het filmscenario is ook een boek WarGames uitgebracht, geschreven door David Bischoff.

## Trivia
- De lanceercode waar Joshua uiteindelijk achter komt is CPE 1704 TKS.
- De studio gaf Matthew Broderick de arcadespellen "Galaga" en "Galaxian" cadeau zodat hij thuis kon oefenen voor de arcade-scène.
- De set van het NORAD commandocentrum was in die tijd de allerduurste ooit: ca. 1 miljoen dollar. Omdat de producers geen toegang hadden tot NORAD zelf, moesten ze hun fantasie gebruiken. Regisseur John Badham zei achteraf dat de set veel mooier is dan het werkelijke NORAD, de set was "NORAD's wet dream of itself" (NORAD's natte droom over zichzelf).
- De NORAD mainframe waar David zich toegang toe verschaft heet "W.O.P.R." in de film. In het echt heette de computer tegen 1980 "B.U.R.G.R."
- John Badham was de regisseur die het werk overnam van regisseur Martin Brest (die werd ontslagen vanwege creatieve verschillen van inzicht), en een paar scènes van Brest zijn overgebleven in de film.
- Schrijvers Lawrence Lasker en Walter F. Parkes werden vrienden met veel hackers gedurende hun research voor de film. Met behulp van die kennis schreven ze later de hacker-film "Sneakers" (1992).
- De computer heette Joshua, naar Stephen Falken's overleden zoon. De mechanische computergestuurde arm in de film "Demon Seed" (1977) heet ook Joshua.
- Het telefoonnummer dat David gebruikte om de NORAD W.O.P.R. te bellen was 399-2364.
- Belangrijkste inspiratiebron voor de figuur Stephen Falken was de bekende fysicus Stephen Hawking. Deze was gevraagd om de rol te spelen in de film, maar hij weigerde omdat hij niet wilde dat de producers zijn handicap zouden exploiteren.
- Vaak wordt gezegd dat een echte hacker, namelijk de beroemde Kevin Mitnick, model stond voor David Lightman, maar scriptschrijver Lawrence Lasker hield vol dat hij pas van Mitnick hoorde nadat de film voltooid was.
- WarGames is de eerste film waarin de term "firewall" wordt gebruikt. Internet bestond al wel, algemeen wordt aangenomen dat internet begon in 1969.
- James Ackerman (de stem van Joshua) sprak al zijn dialogen achterstevoren in om zo computerachtig mogelijk over te komen.
- De computer in de kamer van David is in het echt een IMSAI 8080. De persoon die de computer leverde voor de film vertelde hoe Matthew Broderick een hele draaidag uitspaarde toen hij zelf uitvogelde hoe de computer werkte nadat de gebruiksaanwijzing kwijt was geraakt.
- W.O.P.R. gaat door meer dan 150 mogelijke scenario's voor "Wereldwijde Thermonucleaire Oorlog", inclusief de scenario's "Zaire Alliance", "Gabon Surprise" en "English Thrust".
- De W.O.P.R. zoals die te zien is in de film is een holle houten doos die met metaalverf was overgeschilderd. In de doos zat Special Effects Supervisor Michael L. Fink die het display van de W.O.P.R. aanstuurde via een Apple II computer.
- In 2007 werd een remake gemaakt met Matt Lanter en Amanda Walsh in de hoofdrol